# Monobelus lateralis
Monobelus lateralis är en insektsart som beskrevs av Carl Stål. Monobelus lateralis ingår i släktet Monobelus och familjen hornstritar. Inga underarter finns listade i Catalogue of Life.